# Paprikasch

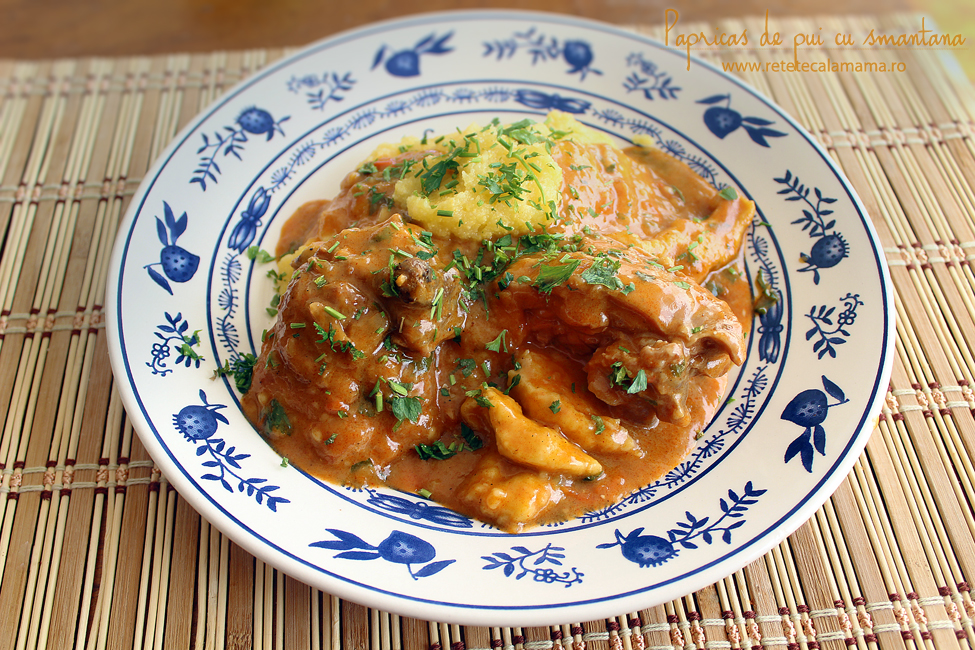
Papricaș de pui cu smântână (rumänisch)

Paprikasch (ungarisch paprikás, rumänisch papricaș, französisch paprikache) ist neben Gulyás, Pörkölt und Tokány eines der vier typischen ungarischen Nationalgerichte. Paprikasch ist ein Ragout, das aus Paprika, saurer Sahne und entweder weißem Fleisch oder Fisch (z. B. Karpfen), mit gehackten oder dünn geschnittenen Zwiebeln sowie mit Tomaten oder auch Kartoffeln zubereitet wird. Bekannt ist vor allem das Hühnerpaprikasch (ungarisch paprikás csirke, auch csirkepaprikás). 
Das Beifügen von Sauerrahm in den ungarischen Eintopf zeigt den deutschen Einfluss bzw. die Versuche in der zweiten Hälfte des 19. Jahrhunderts, ungarische Gerichte mit Sahne und Sauerrahm abzumildern.
In Österreich ist die Schreibweise Paprikasch für verschiedene Paprikagerichte üblich, im Burgenland ist das Fischpaprikasch mit Fogosch bekannt.